# Гнєдов Василь Іванович
Гнєдов Василіск (справжнє ім'я Гнєдов Василь Іванович) — український поет-футурист, писав російською і українською мовами.

## Життєпис
Народився у невеличкій станиці Маноково-Ерезовській тепер Мілютинського району на території Війська Донського, рано почав писати вірші. Після відрахування з ростовського училища переїхав до Санкт-Петербургу, де зажив слави, виступаючи з его-футуристами. Брав участь у Першій світовій та Громадянській війні (на боці червоних), після 1921 року вийшов з усіх літературних об'єднань, хоча писати не припинив
Гнєдова заарештовано під час сталінських «чисток» у 1936 році, загалом він провів у концтаборах близько 20 років. Після визволення повертається до життя звичайного радянського громадянина, писав і далі, але практично не друкувався. Помер у 1979 році в Херсоні.

## Творчість
З ранніх років Василіск Гнєдов захопився футуризмом, великий вплив на нього мали Альоша Кручених, Володимир Маяковський, Ігор Северянин. До цього ж часу належать кілька поезій Василіска Гнєдова («егофутурні пісні») українською мовою, яку він знав з дитинства. Вірш «Огняна свита» (1913) — перша спроба створення «егофутурньої пісні» українською мовою. Як зазначав Сергій Єфремов в «Історії українського письменства», Гнєдову належить пальма першості в українському футуризмі.
Як і інші футуристи, Гнєдов експериментував із «заум’ю», неординарними словоформами. У зрілі роки відходить від «заумі».